# Valerios Leonidis
Valerios Leonidis (grec: Βαλέριος Λεωνίδης)  (Essentuki, 14 de febrer de 1966) és un aixecador de peses grec, ja retirat, que va competir durant la dècada de 1990.
Nascut a Rússia, en el sí d'una família de grecs pòntics, va ser membre de l'equip nacional d'halterofília de la Unió Soviètica de 1982 a 1990. El 1991 es traslladà a Grècia el 1991, país pel qual passà a competir a partir d'aquell moment. El 1994 va ser reconegut com el millor esportista de l'any a Grècia.
El 1992 va prendre part en els Jocs Olímpics d'Estiu de Barcelona, on fou cinquè en la categoria del pes ploma del programa d'halterofília. Quatre anys més tard, als Jocs d'Atlanta, va guanyar la medalla de plata en la mateixa categoria. El 2000, a Sydney, va disputar els seus tercers, i darrers, Jocs Olímpics. En aquesta ocasió finalitzà en la sisena posició en la categoria del pes lleuger.
En el seu palmarès també destaquen tres medalles al Campionat del món d'halterofília, dues de plata i una de bronze, entre les edicions de 1994 i 1999, així com cinc medalles al Campionat d'Europa d'halterofília, una d'or, tres de plata i una de bronze, entre el 1993 i el 1999. Durant la seva carrera esportiva va establir cinc rècords del món.